# Nuoto ai campionati europei di nuoto 2022 - 50 metri stile libero femminili
La gara dei 50 metri stile libero femminili dei campionati europei di nuoto 2022 si è svolta il 15 e il 16 agosto 2022. Al mattino del 15 agosto si sono svolte le batterie e nel pomeriggio le semifinali, mentre la finale si è disputata nel pomeriggio del 16 agosto.

## Podio
| Pos.    | Atleta           | Nazione     |
| ------- | ---------------- | ----------- |
| Oro     | Sarah Sjöström   | Svezia      |
| Argento | Katarzyna Wasick | Polonia     |
| Bronzo  | Valerie van Roon | Paesi Bassi |

## Record
Prima della manifestazione il record del mondo (RM), il record europeo (EU) e il record dei campionati (RC) erano i seguenti.
|  | 23"67 | Sarah Sjöström | 29 luglio 2017 Budapest |
|  | 23"67 | Sarah Sjöström | 29 luglio 2017 Budapest |
|  | 23"74 | Sarah Sjöström | 4 agosto 2018 Glasgow   |

Durante la competizione non sono stati migliorati record.

## Risultati

### Batterie
| Pos. | Batteria | Corsia | Atleta                      | Nazionalità   | Tempo       | Note |
| ---- | -------- | ------ | --------------------------- | ------------- | ----------- | ---- |
| 1    | 5        | 4      | Sarah Sjöström              | Svezia        | 24"50       | Q    |
| 2    | 4        | 4      | Katarzyna Wasick            | Polonia       | 24"61       | Q    |
| 3    | 3        | 5      | Valerie van Roon            | Paesi Bassi   | 24"86       | Q    |
| 4    | 5        | 2      | Silvia Di Pietro            | Italia        | 24"87       | Q    |
| 5    | 3        | 4      | Anna Hopkin                 | Gran Bretagna | 25"00       | Q    |
| 6    | 3        | 6      | Béryl Gastaldello           | Francia       | 25"11       | Q    |
| 6    | 4        | 5      | Julie Kepp Jensen           | Danimarca     | 25"11       | Q    |
| 8    | 5        | 3      | Tessa Giele                 | Paesi Bassi   | 25"14       | Q    |
| 9    | 4        | 3      | Kim Busch                   | Paesi Bassi   | 25"22       |      |
| 10   | 4        | 6      | Petra Senánszky             | Ungheria      | 25"26       | Q    |
| 11   | 4        | 8      | Chiara Tarantino            | Italia        | 25"28       | Q    |
| 12   | 3        | 7      | Theodōra Drakou             | Grecia        | 25"29       | Q    |
| 13   | 3        | 3      | Lidón Muñoz                 | Spagna        | 25"31       | Q    |
| 14   | 5        | 6      | Costanza Cocconcelli        | Italia        | 25"37       |      |
| 14   | 5        | 8      | Sam van Nunen               | Paesi Bassi   | 25"37       |      |
| 16   | 4        | 2      | Alexandra Touretski         | Svizzera      | 25"51       | Q    |
| 17   | 4        | 9      | Anna Hadjiloizou            | Cipro         | 25"55       | Q    |
| 18   | 5        | 7      | Elisabeth Sabro Ebbesen     | Danimarca     | 25"57       | Q    |
| 19   | 3        | 9      | Sara Junevik                | Svezia        | 25"63       | Q    |
| 20   | 5        | 0      | Julie Meynen                | Lussemburgo   | 25"65       |      |
| 21   | 3        | 8      | Janja Šegel                 | Slovenia      | 25"67       |      |
| 22   | 4        | 1      | Danielle Hill               | Irlanda       | 25"77       |      |
| 23   | 2        | 4      | Julia Maik                  | Polonia       | 25"83       |      |
| 24   | 2        | 5      | Maria Drasidou              | Grecia        | 25"97       |      |
| 25   | 3        | 1      | Nina Stanisavljević         | Serbia        | 25"99       |      |
| 26   | 4        | 0      | Sofia Åstedt                | Svezia        | 26"12       |      |
| 26   | 2        | 6      | Ieva Maļuka                 | Lettonia      | 26"12       |      |
| 28   | 2        | 3      | Tjaša Pintar                | Slovenia      | 26"17       |      |
| 29   | 2        | 7      | Marina Jehl                 | Francia       | 26"21       |      |
| 30   | 2        | 2      | Jóhanna Elín Guðmundsdóttir | Islanda       | 26"29       |      |
| 31   | 3        | 2      | Rūta Meilutytė              | Lituania      | 26"38       |      |
| 32   | 3        | 0      | Daria Golovati              | Israele       | 26"41       |      |
| 33   | 2        | 1      | Nikol Merizaj               | Albania       | 26"70       |      |
| 34   | 2        | 8      | Veera Kivirinta             | Finlandia     | 26"79       |      |
| 35   | 2        | 0      | Varsenik Manucharyan        | Armenia       | 27"18       |      |
| 36   | 1        | 5      | Ani Poghosyan               | Armenia       | 27"66       |      |
| 37   | 2        | 9      | Alisa Vestergård            | Fær Øer       | 27"67       |      |
| 38   | 1        | 3      | Hana Beiqi                  | Kosovo        | 27"82       |      |
| 39   | 1        | 4      | Jovana Kuljača              | Montenegro    | 28"01       |      |
| DNS  | 4        | 7      | Isabella Hindley            | Gran Bretagna | Non partita |      |
| DNS  | 5        | 9      | Lucy Hope                   | Gran Bretagna | Non partita |      |
| DNS  | 5        | 1      | Nina Kost                   | Svizzera      | Non partita |      |
| DNS  | 5        | 5      | Marie Wattel                | Francia       | Non partita |      |

### Semifinali

#### Semifinale 1
| Pos. | Corsia | Atleta            | Nazionalità | Tempo | Note |
| ---- | ------ | ----------------- | ----------- | ----- | ---- |
| 1    | 4      | Katarzyna Wasick  | Polonia     | 24"36 | Q    |
| 2    | 5      | Silvia Di Pietro  | Italia      | 24"72 | Q    |
| 3    | 3      | Béryl Gastaldello | Francia     | 24"89 | Q    |
| 4    | 6      | Tessa Giele       | Paesi Bassi | 24"99 | Q    |
| 5    | 7      | Lidón Muñoz       | Spagna      | 25"18 |      |
| 6    | 1      | Anna Hadjiloizou  | Cipro       | 25"48 |      |
| 7    | 2      | Chiara Tarantino  | Italia      | 25"53 |      |
| 8    | 8      | Sara Junevik      | Svezia      | 25"55 |      |

#### Semifinale 2
| Pos. | Corsia | Atleta                  | Nazionalità   | Tempo | Note |
| ---- | ------ | ----------------------- | ------------- | ----- | ---- |
| 1    | 4      | Sarah Sjöström          | Svezia        | 24"27 | Q    |
| 2    | 5      | Valerie van Roon        | Paesi Bassi   | 24"75 | Q    |
| 3    | 3      | Anna Hopkin             | Gran Bretagna | 24"80 | Q    |
| 4    | 6      | Julie Kepp Jensen       | Danimarca     | 24"98 | Q    |
| 5    | 2      | Petra Senánszky         | Ungheria      | 25"10 |      |
| 6    | 7      | Theodōra Drakou         | Grecia        | 25"20 |      |
| 7    | 1      | Alexandra Touretski     | Svizzera      | 25"49 |      |
| 8    | 8      | Elisabeth Sabro Ebbesen | Danimarca     | 26"04 |      |

### Finale
| Pos. | Corsia | Atleta            | Nazionalità   | Tempo | Note |
| ---- | ------ | ----------------- | ------------- | ----- | ---- |
|      | 4      | Sarah Sjöström    | Svezia        | 23"91 |      |
|      | 5      | Katarzyna Wasick  | Polonia       | 24"20 |      |
|      | 6      | Valerie van Roon  | Paesi Bassi   | 24"64 |      |
| 4    | 8      | Tessa Giele       | Paesi Bassi   | 24"74 |      |
| 5    | 3      | Silvia Di Pietro  | Italia        | 24"77 |      |
| 6    | 7      | Béryl Gastaldello | Francia       | 24"82 |      |
| 7    | 2      | Anna Hopkin       | Gran Bretagna | 24"87 |      |
| 8    | 1      | Julie Kepp Jensen | Danimarca     | 25"18 |      |